# 24204 Trinkle
24204 Trinkle là một tiểu hành tinh vành đai chính với chu kỳ quỹ đạo là 1773.6374511 ngày (4.86 năm).
Nó được phát hiện ngày 7 tháng 12 năm 1999.